# القديس ميخائيل (رافائيل)
القديس ميخائيل هي لوحة زيتية للفنان الإيطالي رافائيل. تُعرف أيضًا باسم "القديس ميخائيل الصغير" لتمييزها عن معالجة لاحقة وأكبر لنفس الموضوع، وهي لوحة القديس ميخائيل يهزم الشيطان. تُعرض هذه اللوحة حاليًا في متحف اللوفر في باريس.
يصور العمل رئيس الملائكة ميخائيل وهو يقاتل شياطين الجحيم، بينما يعاني الهالكون خلفه. جنبًا إلى جنب مع لوحة القديس جورج، تمثل هذه اللوحة إحدى أولى أعمال رافائيل حول الموضوعات القتالية.

## تاريخ
كان هذا العمل من أوائل الاعمال لرافائيل، وقد نفذت لصالح غيدوبالدو دا مونتيفيلترو، دوق أوربينو، في عام 1504 أو 1505 على ظهر لوحة مسودة، وربما كلف بذلك للتعبير عن التقدير للويس الثاني عشر ملك فرنسا لمنحه وسام القديس ميخائيل إلى فرانشيسكو ماريا الأول ديلا روفيري، ابن شقيق غيدوبالدو ووريثه. ومهما كان الدافع وراء إنشائها، فقد  علقت في مجموعة قصر فونتينبلو في عام 1548.
في دراستها عام 2006 "الأعمال المبكرة لرافائيل"، تقترح جوليا كارترايت أن العمل قد يعكس تأثير تيموتيو فيتي من خلال التلوين الذهبي للأجنحة الخضراء للقديس ميخائيل، بينما يشير تصوير الخطاة في الخلفية إلى أن رافائيل ربما استوحى من مجلد مصوّر لـ الجحيم لدانتي. تعكس العقوبات المرسومة في اللوحة تصوير دانتي للعقوبات المفروضة على المنافقين واللصوص.
بعد أكثر من عقد من إكمال القديس ميخائيل الصغير، كُلِّف رافائيل بإعادة تناول هذا الموضوع مرة أخرى، حيث قام في عام 1518 برسم القديس ميخائيل يهزم الشيطان لصالح البابا ليو العاشر.